# Batrachuperus yenyuanensis
Batrachuperus yenyuanensis é uma espécie de anfíbio caudado pertencente à família Hynobiidae. É endêmico da China.